# Heinrich Jassoy
Heinrich Jassoy (* 15. August 1863 in Hanau; † 7. September 1939 in Frankfurt am Main) war ein deutscher Architekt des Historismus. Er erhielt 1899 die Berufung als ordentlicher Professor an die Technische Hochschule Stuttgart, 1904 wurde er zum Oberbaurat ernannt.

## Leben
Jassoy studierte an der Technischen Hochschule Charlottenburg und wurde dort Assistent von Johannes Vollmer (1845–1920), mit dem er 1896 bis 1904 in der Architektengemeinschaft Vollmer & Jassoy zusammenarbeitete.
Die Firma Vollmer & Jassoy ging aus zahlreichen öffentlichen Wettbewerben, insbesondere für evangelische Kirchen und Rathäuser als Sieger hervor und wurde 1899 mit der kleinen goldenen Medaille der Großen Berliner Kunstausstellung ausgezeichnet.
In die Zeit ihrer neunjährigen Zusammenarbeit fallen unter anderen Bauten das Stuttgarter Rathaus, die Trinitatiskirche in Berlin-Charlottenburg, die evangelisch-reformierte St.-Jakobs-Kirche in Zürich, die Lutherkirchen in Bonn und Köln und das Bauensemble der Christuskirche mit dem angrenzenden Kreishaus in Koblenz.
Heinrich Jassoy war seit 1902 Mitglied der Burschenschaft Hilaritas Stuttgart und entwarf für sie ihr Verbindungshaus, das Hilarenhaus. Für seine Heimatstadt Hanau entwarf Jassoy 1904 die evangelische Friedenskirche.

## Werkverzeichnis

### Schriften
- Das neue Rathaus in Stuttgart. Vortrag zur Feier des Geburtstages Seiner Majestät...gehalten am 25. Februar 1900 von Prof. H. Jassoy In: Monatsschrift des Württembergischen Vereins für Baukunde in Stuttgart. 1901, S. 17–20. (online)
- Heinrich Jassoy, Ernst Spindler, Bruno Möhring (Leitung): Berliner Architekturwelt. Zeitschrift für Baukunst, Malerei, Plastik und Kunstgewerbe der Gegenwart. Ernst Wasmuth Architektur-Buchhandlung, Berlin.

### Chronologische Übersicht der ausgeführten Bauten (unvollständig)
(Planung | Ausführung)
- 1891 | 1891–1892: Kapelle auf dem Luisenfriedhof III in Berlin-Charlottenburg (mit Vollmer, im Krieg unbeschädigt, in den 1970er Jahren Anbauten und Entfernung des Dachreiters); Abb.: Ansicht 1895
- 1895 | 1899–1905: Stuttgarter Rathaus (Vollmer & Jassoy, 1944 zerstört, 1956 Neubau, Teile der alten Fassade unter moderner Verkleidung erhalten[4]); Abb.: Entwürfe
- 1896 | 1896–1897: Wichernkapelle in Berlin-Hakenfelde (Vollmer & Jassoy, mehrmaliger Standortwechsel, gut erhalten, Innenausstattung modern)
- 1896 | 1896–1898: Kurhaus in Westerland (Sylt) (Vollmer & Jassoy,[5] einige Veränderungen am äußeren Bau: Vergrößerung der Fenster, Beseitigung der Galerie etc.); Abb.: Außenansichten: ≈1900 / ≈2010
- 1896 | 1896–1898: Evangelische Trinitatiskirche in Berlin-Charlottenburg (Vollmer & Jassoy, 1943 und 1945 teilweise schwer beschädigt, 1951–1955 leicht veränderter Wiederaufbau, 1960–1970 Neugestaltung des Innenraums); Abb.: Außenansicht (1899, 1907) / Innenansicht (1957):
- um 1897: Restaurierung des Alten Rathauses in Heilbronn (Vollmer & Jassoy, 1944 zerstört, nur Außenarchitektur des Hauptbaus wiederhergestellt, angrenzende Flügel durch Neubau ersetzt)[6]
- um 1897: Villa Carl Knorr in Heilbronn (Vollmer & Jassoy)
- 1897 | 1899–1901: Evangelisch-reformierte St.-Jakobs-Kirche in Zürich-Aussersihl (Vollmer & Jassoy, außen fast unverändert erhalten, innen 1938 renoviert)
- 1898/99: Atelier des Bildhauers Otto Lessing in Berlin-Grunewald (Vollmer & Jassoy); Abb.: Teilansicht:
- 1899–1900: Erneuerung der im 14. Jahrhundert erbauten Nikolaikirche in Heilbronn (Vollmer & Jassoy,[7] 1944 zerstört, ab 1951 verändert wieder aufgebaut); Abb.: Ruine (1944–1951)/Wiederaufbau nach 1951
- 1900 | 1900–1903: Evangelisch-unierte Lutherkirche in Bonn-Poppelsdorf (Vollmer & Jassoy, im Krieg fast unbeschädigt, in nahezu ursprünglichem Zustand erhalten)[8]
- 1900 | 1900–1901: Evangelische Friedenskirche in Grottau (Böhmen) (heute: Hrádek nad Nisou, Tschechische Republik) (Vollmer & Jassoy, nahezu unverändert erhalten); Abb.: Chrám (Dom) Pokoje
- 1901 | 1901–1904: Evangelische Christuskirche in Koblenz (Vollmer & Jassoy, 1944 zerstört, 1951–1957 verändert wieder aufgebaut); Abb.: Alte Kirche (1933/1944) / Ruine (1950):
- 1901–1905: Kreishaus in Koblenz (Vollmer & Jassoy, 1978 abgerissen und durch modernen Neubau ersetzt); Abb.: Ansicht 1905:
- 1901 | 1904–1906: Evangelische Lutherkirche in Köln (Vollmer & Jassoy, 1944 zerstört, Turmrest in Neubau einbezogen)[9]
- 1902–1903: Haus der Burschenschaft Hilaritas, Stuttgart
- 1904: Friedenskirche in Hanau

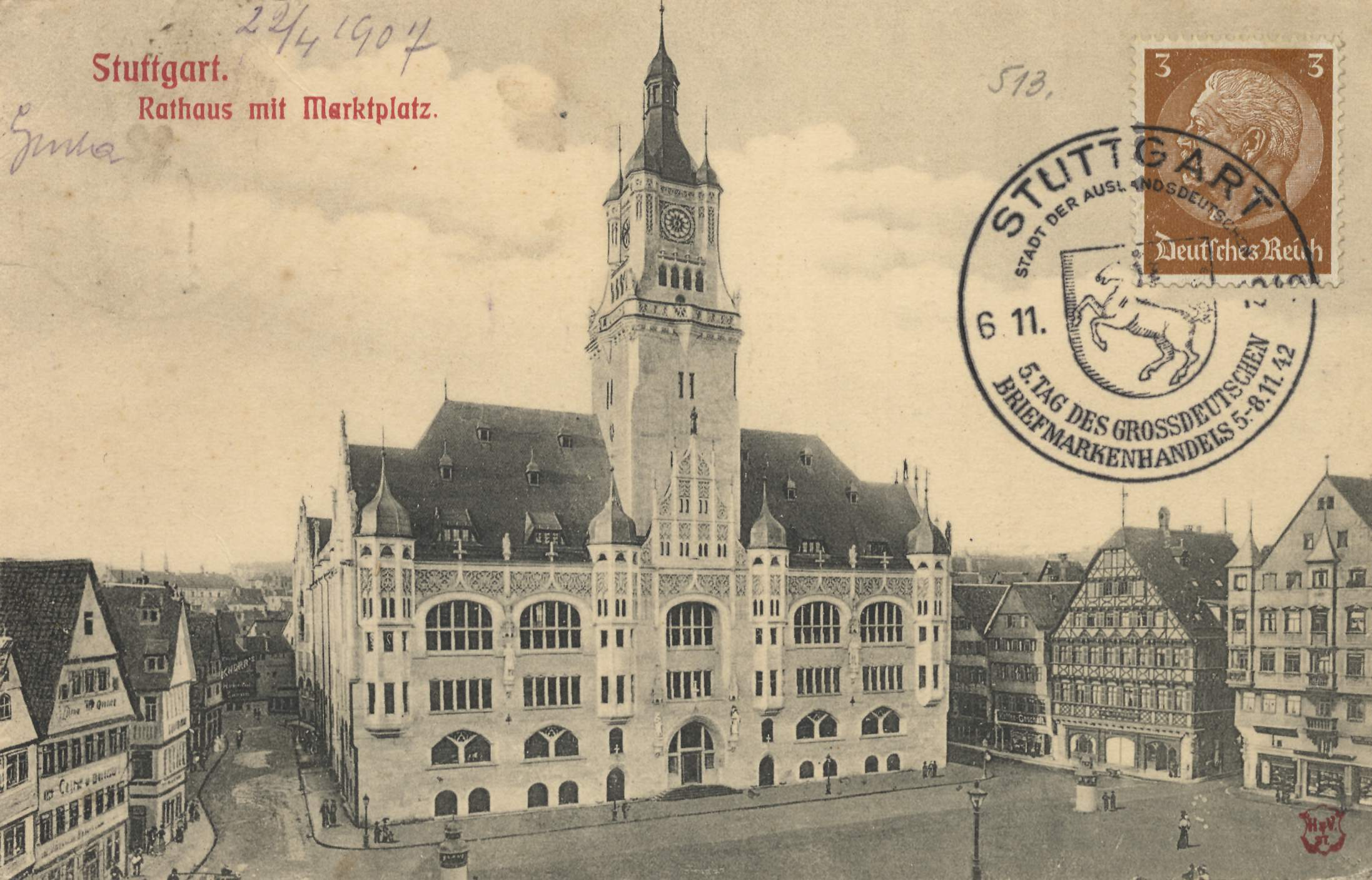
Das alte Stuttgarter Rathaus (1895–1905)
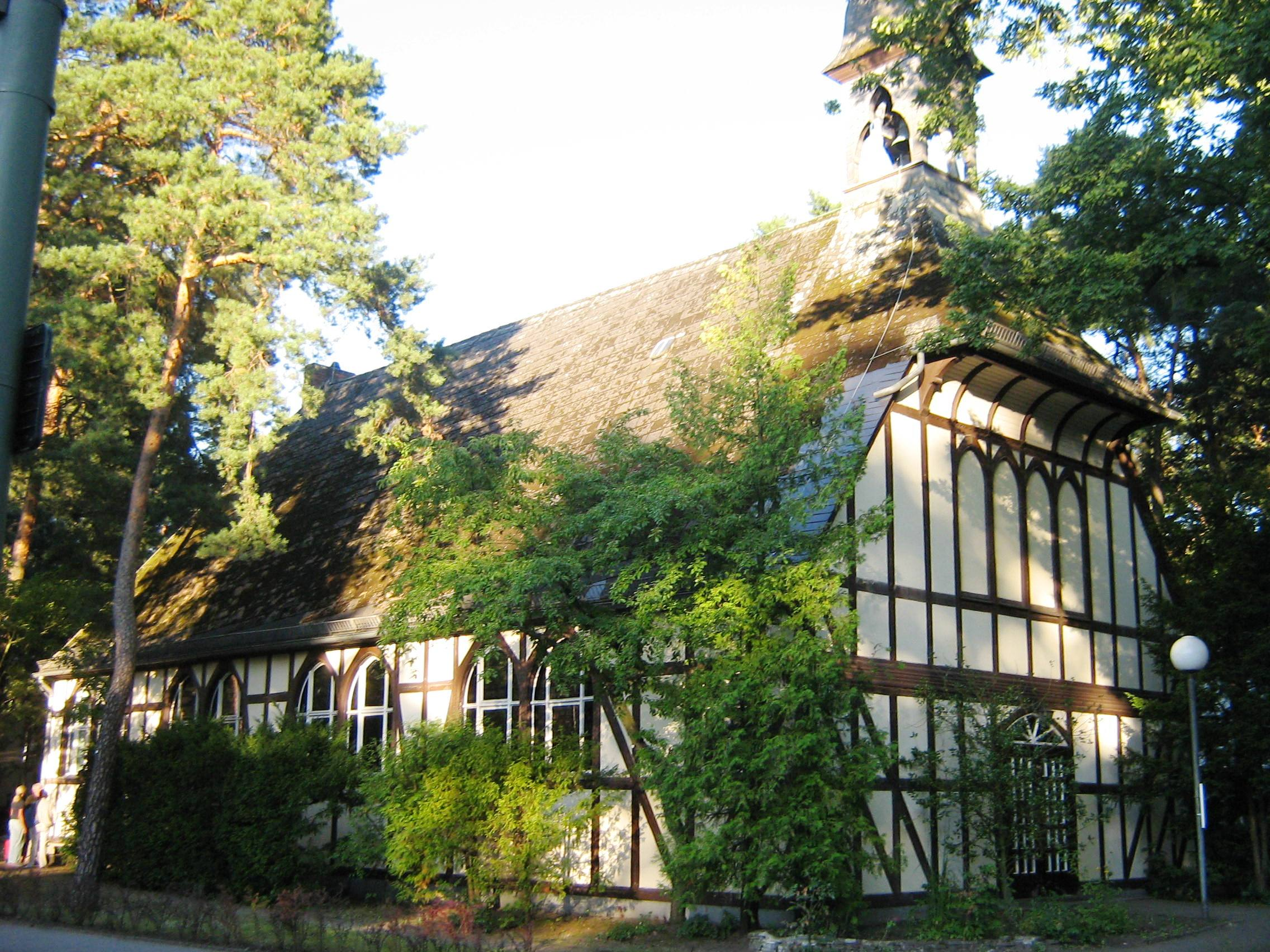
Wichernkirche in Berlin-Hakenfelde (1896–1897)
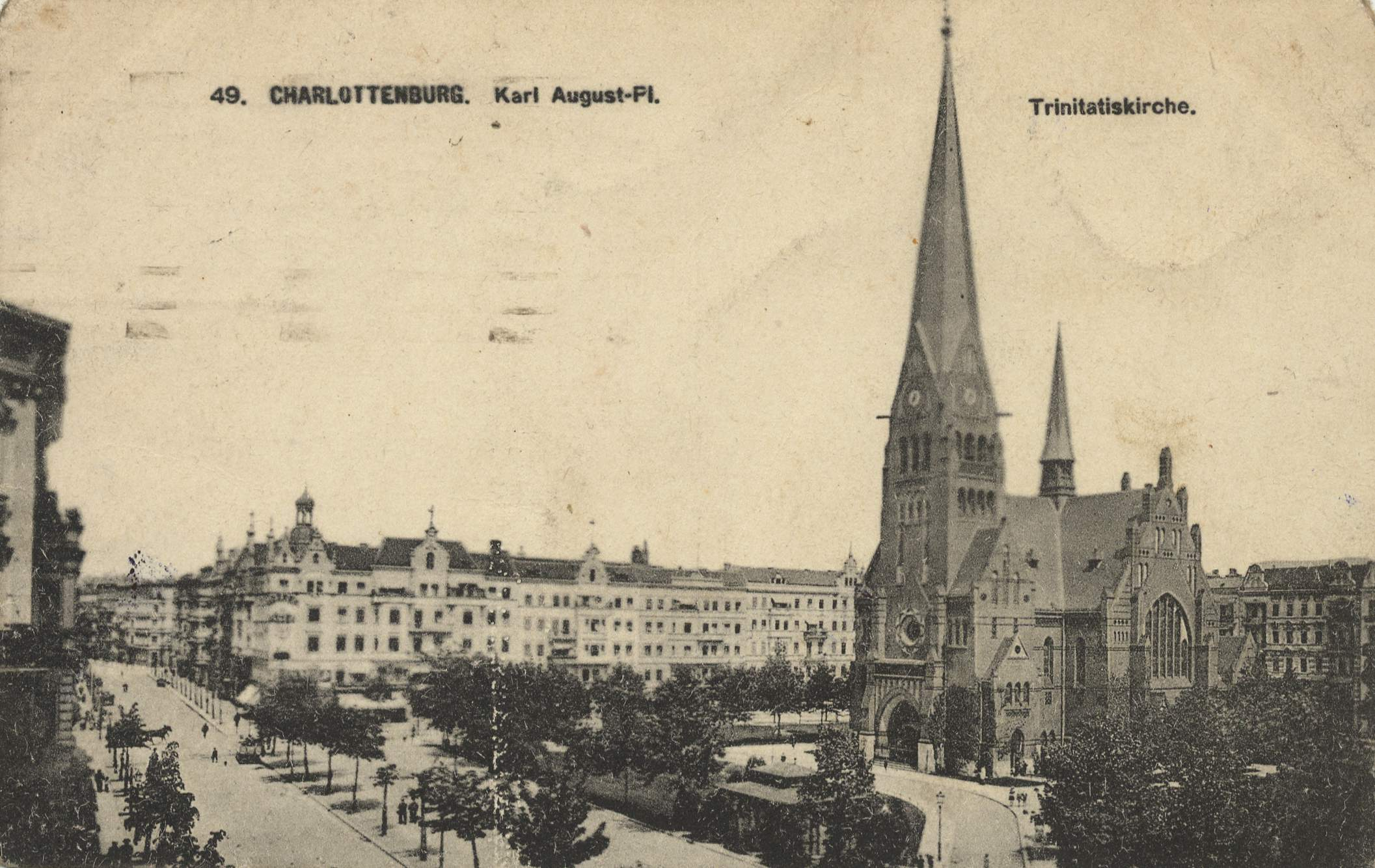
Trinitatiskirche in Berlin-Charlottenburg (1896–1898)
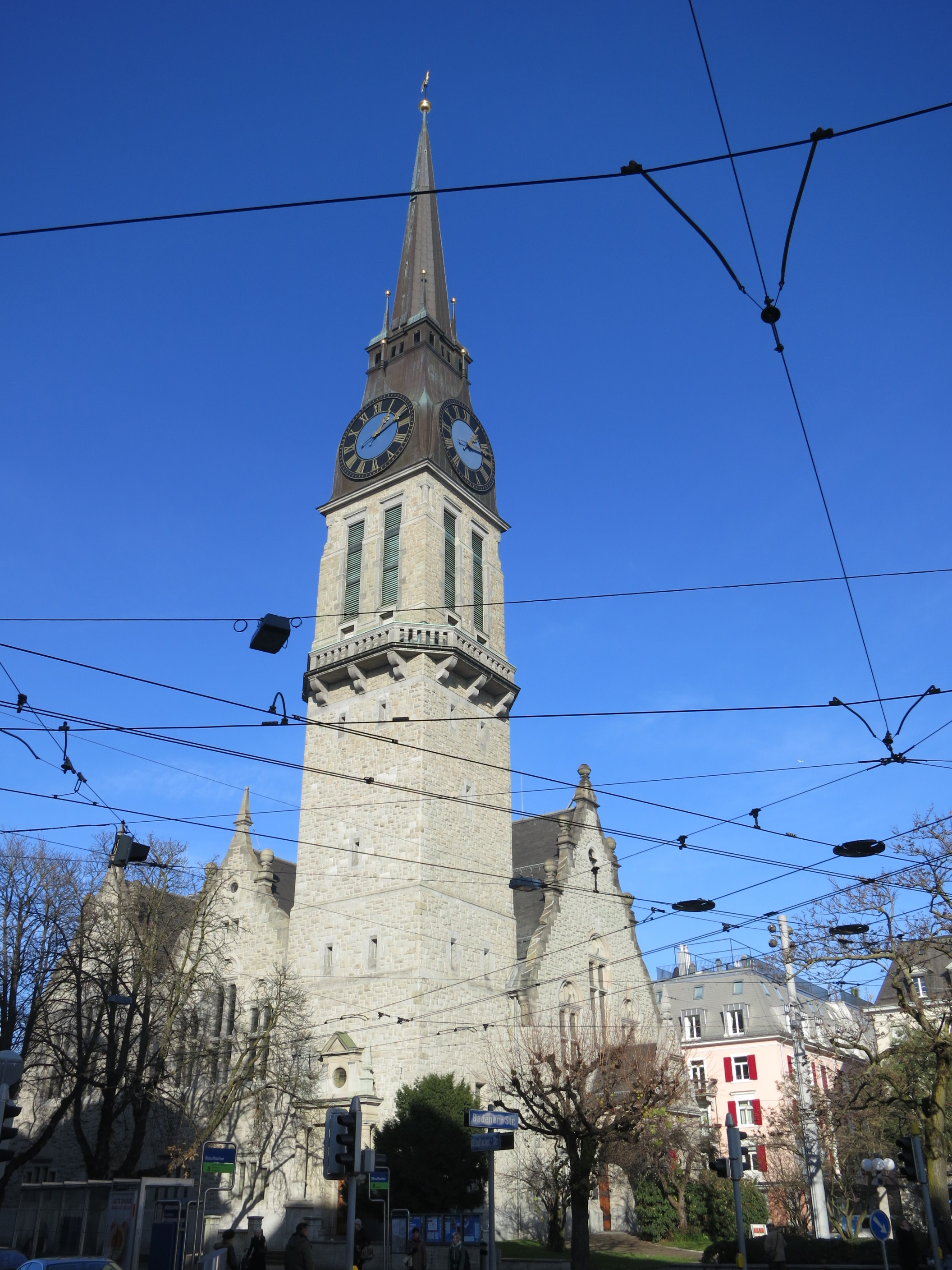
St.-Jakobs-Kirche in Zürich-Aussersihl (1897–1901)
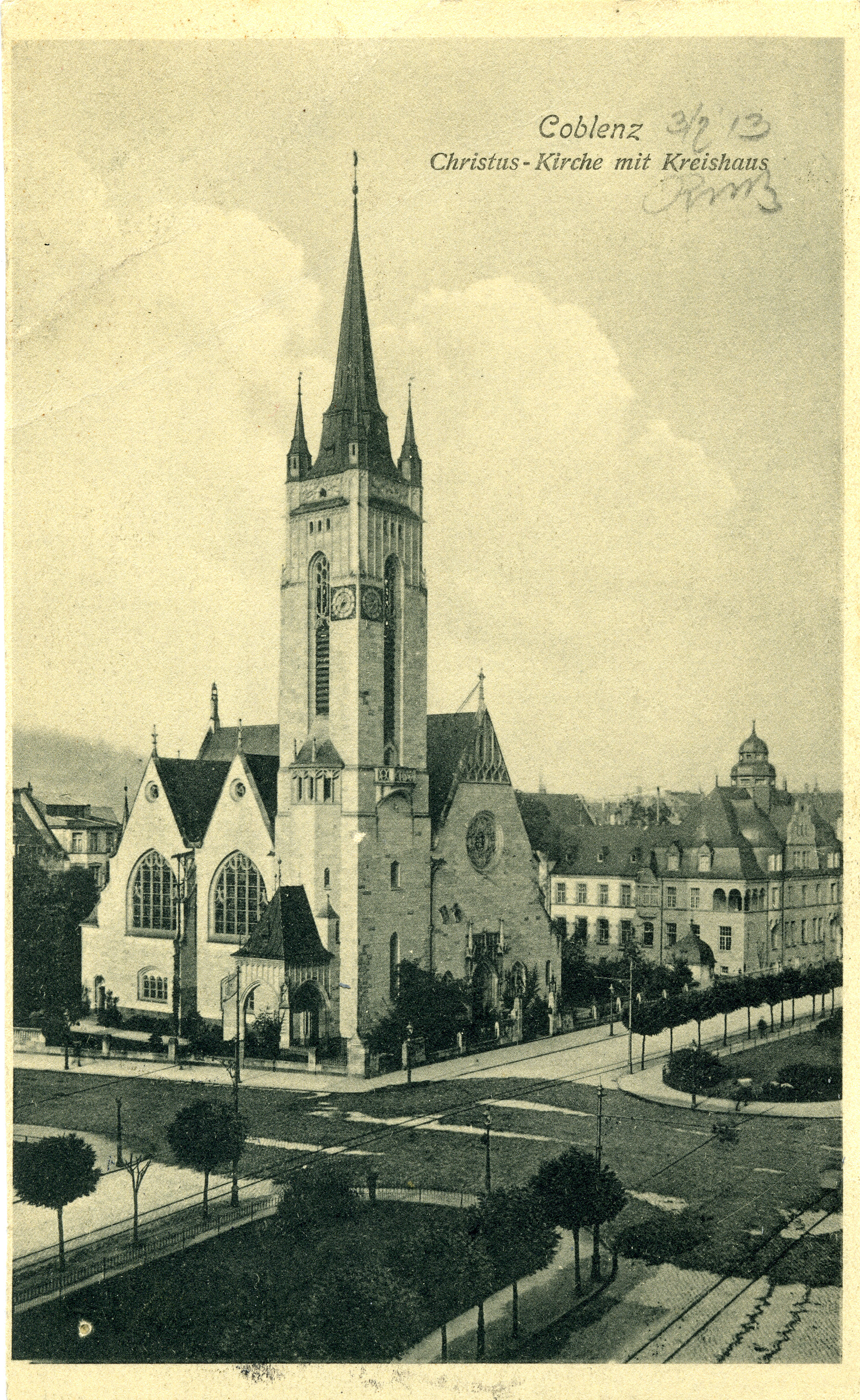
Christuskirche und Kreishaus in Koblenz (1901–1905)
Hilarenhaus in Stuttgart (1902–1903)
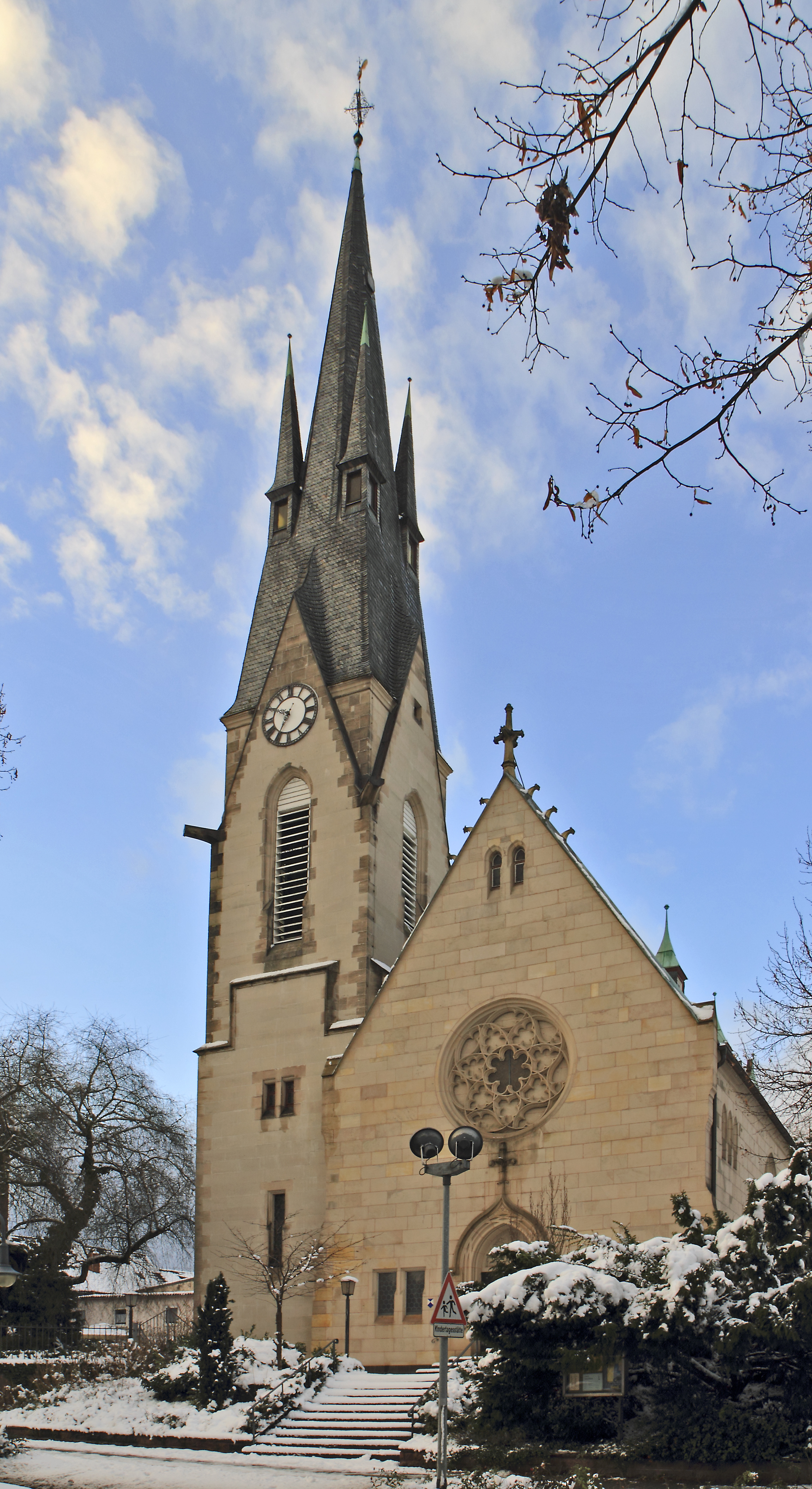
Friedenskirche in Hanau (1904)
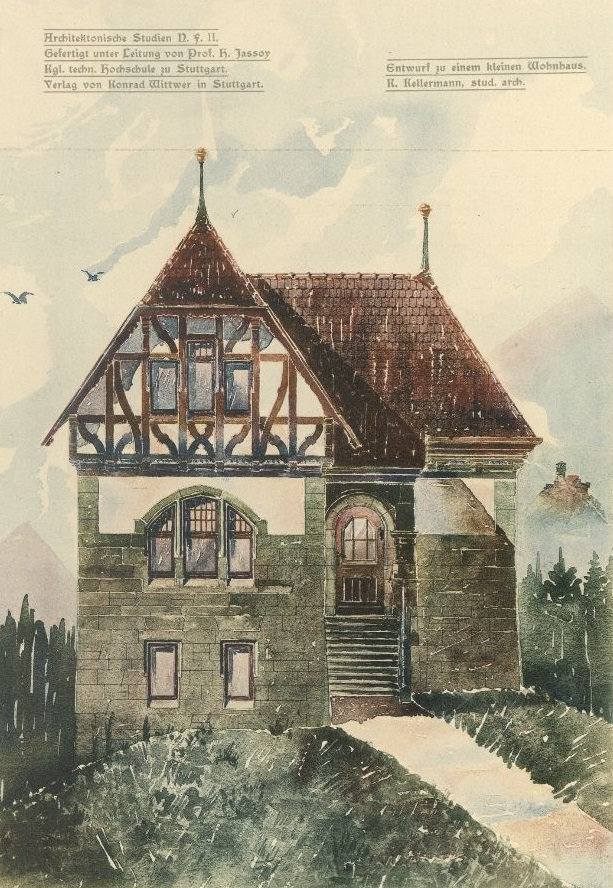
Entwurf zu einem kleinen Wohnhaus